# Vanua poyeri
Vanua poyeri är en insektsart som beskrevs av Frederick Arthur Godfrey Muir 1921. Vanua poyeri ingår i släktet Vanua och familjen Tropiduchidae. Inga underarter finns listade i Catalogue of Life.